# Taraxacum stenospermum
Taraxacum stenospermum é uma espécie de planta com flor pertencente à família Asteraceae. 
A autoridade científica da espécie é Sennen ex Soest, tendo sido publicada em Exsicc. No. 5351 (1925); van Soest in Collect. Bot., Barcinone, iv. 27 (1954), descr. ampl.

## Portugal
Trata-se de uma espécie presente no território português, nomeadamente em Portugal Continental.
Em termos de naturalidade é nativa da região atrás indicada.

## Protecção
Não se encontra protegida por legislação portuguesa ou da Comunidade Europeia.